# Kapel Geheim Leger

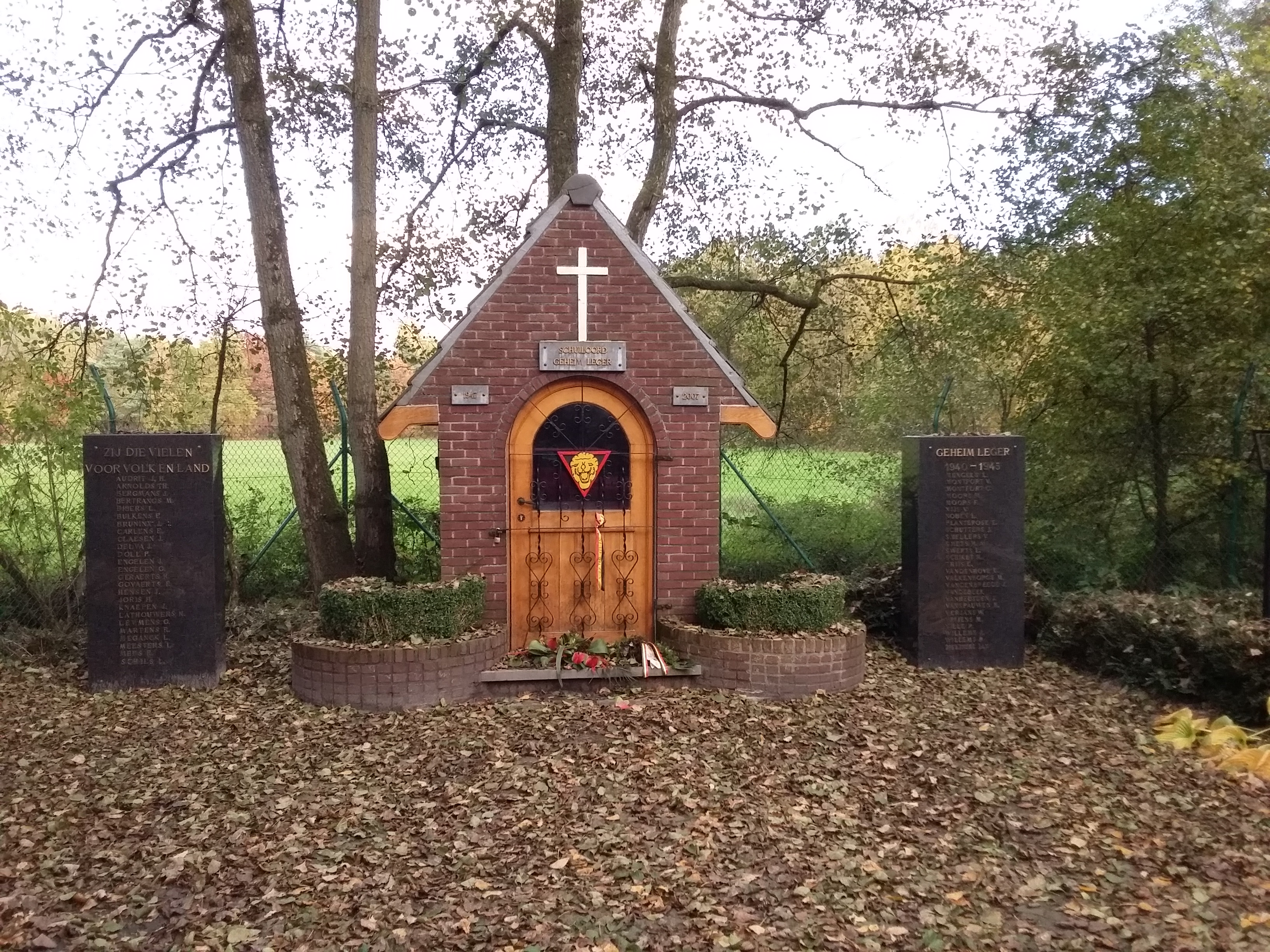

De Kapel Geheim Leger is een betreedbare kapel uit 1947, die zich bevindt nabij het Munsterbos te Hoelbeek.
Het eenvoudige bakstenen kapelletje draagt het embleem van de verzetsbeweging Geheim Leger. Het is gebouwd op de plaats waar een voormalige schuilplaats van deze verzetsbeweging was en waar een aantal leden van deze beweging door de bezetter werden geëxecuteerd. De kapel wordt aan beide zijden geflankeerd door een marmeren gedenkzuil met daarop de namen van 54 vermoorde verzetsstrijders.

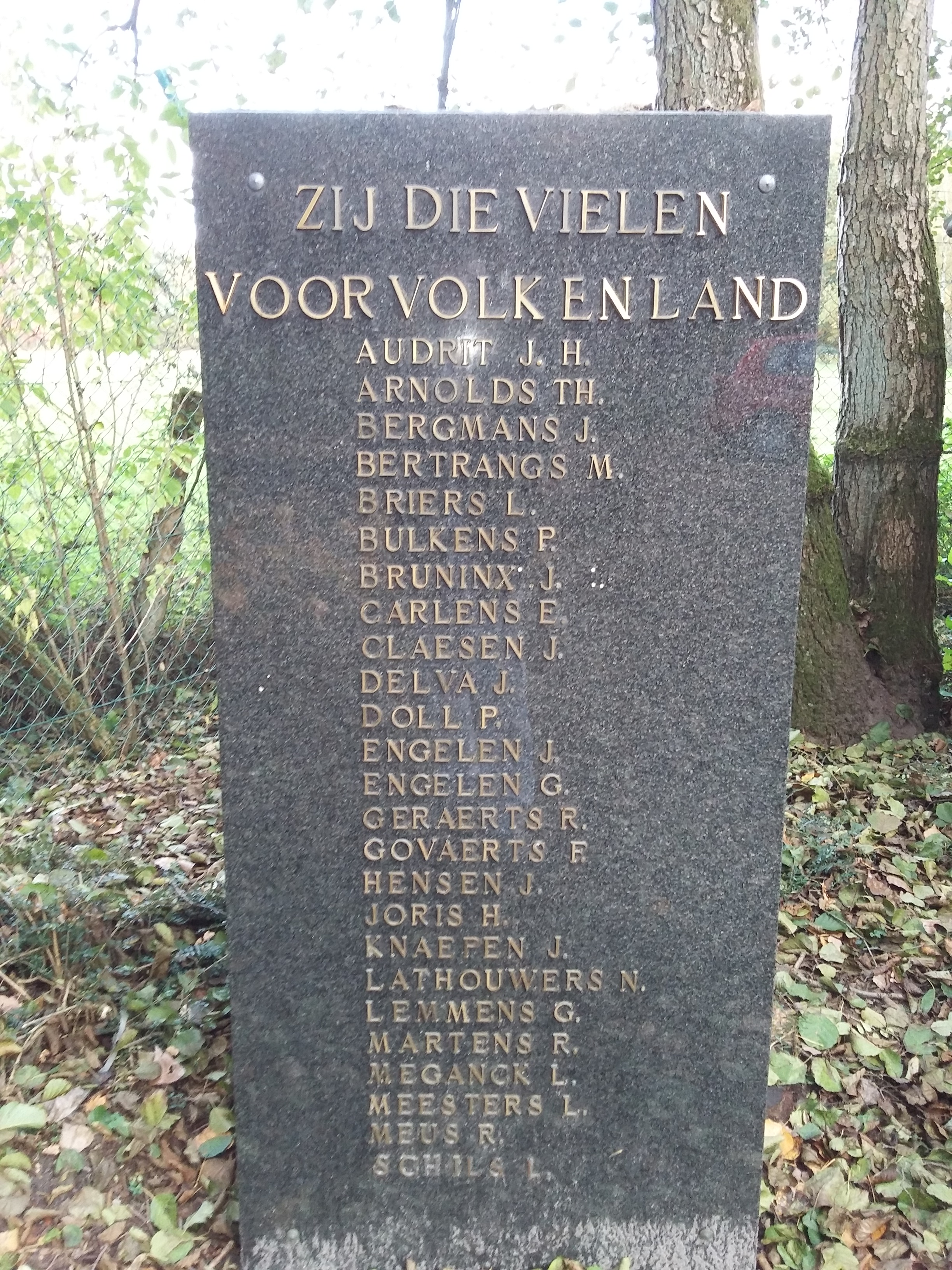
Gedenkzuil aan de linkerzijde van de kapel
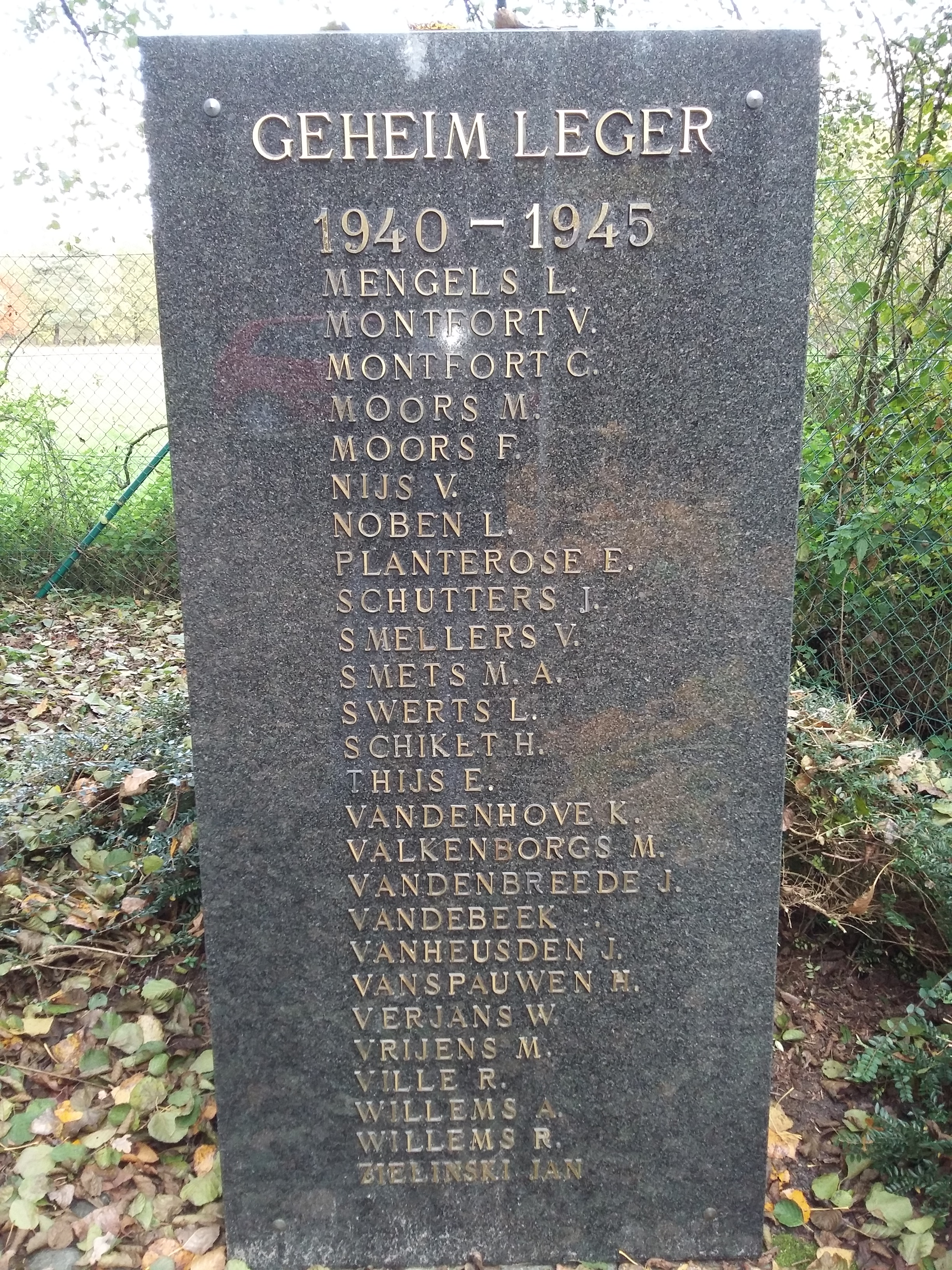
Gedenkzuil aan de rechterzijde van de kapel